# The Dark Knight Returns
The Dark Knight Returns est une mini-série de bande dessinée américaine en quatre tomes, écrite et dessinée par Frank Miller et publiée en 1986 par l'éditeur DC Comics.
Lorsque la série est rassemblée en un seul volume plus tard dans l'année, le titre de l'histoire du premier tome est appliqué à la série entière, soit « The Dark Knight Returns ».
L'histoire se déroule dans une continuité alternative de l'univers DC (sur la Terre-31 du Multivers DC d'avant Flashpoint), dans laquelle Bruce Wayne (alias le justicier Batman), âgé de 55 ans, sort de sa retraite pour combattre le crime et faire face aux forces de police de Gotham City et du gouvernement américain. L’histoire introduit le personnage de Carrie Kelley en tant que nouveau Robin, ainsi que le gang des rues Les Mutants.
L'histoire présente également le retour d'ennemis iconiques de Batman, tels Double-Face et le Joker, et culmine avec une confrontation de Batman contre le super-héros Superman, qui travaille alors pour le compte du gouvernement américain.

## Synopsis
L'histoire se déroule dans un futur quasi-dystopique de l'univers de la Terre-31 du Multivers DC, dans la ville de Gotham City. On y voit le personnage du milliardaire Bruce Wayne, alors âgé de 55 ans, devenu amer et désillusionné après qu'il a abandonné son costume de justicier Batman dix ans auparavant, à la suite de la mort de son acolyte Jason Todd (Robin) tué par son ennemi de toujours, le Joker. En conséquence, le crime sévit depuis à travers la ville et un gang, qui se fait appeler « Les Mutants », a fait son apparition et terrorise les habitants.
Le crime et la corruption galopantes de la ville réveillent en Bruce Wayne le souvenir de la mort de ses parents et, tiraillé par son désir de vengeance, il reprend du service malgré son corps qui commence à accuser son âge pour venir à bout du gang des Mutants, ceux-ci multipliant les meurtres gratuits.
Lors de sa première nuit après avoir repris le costume de Batman, Bruce Wayne met un terme à plusieurs agressions dans la ville — dont une sur deux jeunes filles, Carrie Kelley et son amie Michelle. La même nuit, en tentant de déjouer un vol à main armée, il apprend que les criminels impliqués travaillent pour Harvey Dent. Précédemment connu pour ses actes criminels sous le nom de Double-Face, Dent avait depuis subi une thérapie intensive et une chirurgie plastique reconstructrice, financée par Wayne, pour se réinsérer dans la société. Peu après, Batman informe le commissaire James Gordon, âgé de plus de soixante-dix ans et sur le point de partir a la retraite, que Harvey Dent a peut-être prévu un plan plus vaste. Peu de temps après, Dent détourne la diffusion des postes télévisés de Gotham et annonce son intention de tenir la ville en otage, menaçant de faire sauter une bombe. Lorsque Batman défait Dent et ses hommes de main, il se rend compte que l'esprit de Dent s'est complètement déformé, retrouvant son personnage torturé de Double-Face.
Inspirée après avoir été sauvée par Batman, Carrie Kelley s'achète un costume imitant celui de Robin et part à la recherche du justicier masqué, dans le but de l'aider. En espionnant les Mutants, la jeune fille apprend que Batman doit se rendre au QG du gang qui se trouve au dépotoir de la ville ; Carrie suit des membres des Mutants qui s'y rendent. Bien que Batman parvienne à vaincre les Mutants avec ses armes avancées dans la bataille qui suit, leur chef finit par le pousser à le combattre au corps à corps en combat singulier. Mais, bien qu'il arrive à égaler le leader des Mutants en force, Batman est rouillé physiquement et légèrement plus lent, en raison d'une décennie d'inactivité ; au cours du combat, il est gravement blessé par son adversaire. Carrie crée alors une diversion permettant à Batman d'immobiliser le chef des Mutants, et les deux s'échappent. Arrivés à la Batcave, le majordome de Wayne, Alfred Pennyworth, soigne les blessures de son maître tandis que Kelley découvre avec admiration le costume du Robin original, appartenant autrefois à Jason Todd, exposé dans la cave.
Bruce Wayne décide de garder Carrie Kelley comme son nouvel acolyte (un des rares « Robin » de toutes les aventures de Batman qui soit de sexe féminin). Il défait ensuite le chef des Mutants, le commissaire Gordon lui permettant de le vaincre (alors qu'il l'avait arrêté) selon ses propres conditions. Dès lors, une partie des Mutants se rallie à lui, sous le nom des « Fils de Batman ».
À la même période, les tensions entre les États-Unis (dirigés par une version caricaturale de Ronald Reagan) et l'URSS concernant l'île de Corto Maltese, en Amérique latine, s'aggravent. À la Maison-Blanche, Superman, agissant désormais pour le compte du gouvernement des États-Unis, discute avec le président Reagan des événements à Gotham, le président lui suggérant qu'il pourrait avoir à arrêter Batman. Superman lui répond qu'il ne pourra peut-être que parler à Wayne. Le héros kryptonien se rend ensuite à Gotham et demande à Batman de cesser ses activités, avant qu'il ne soit obligé de l'arrêter par la force, mais Wayne s'en amuse. Par la suite, Superman aide l'armée américaine à battre les Soviétiques à Corto Maltese.
Au cours du récit, des monologues de Superman expliquent comment la situation en est arrivée là : dans le contexte de la guerre froide, les autorités américaines ne tolèrent plus l'existence d'un contre-pouvoir sur leur sol, ce qui a forcé les super-héros Batman, Wonder Woman et Green Lantern à cesser leurs activités, et Superman à se mettre au service du gouvernement, seul moyen qu'il ait trouvé pour avoir encore l'occasion de sauver des gens.
Le commissaire Gordon, partant à la retraite, remet ses fonctions au capitaine Ellen Yindel. Celle-ci publie ensuite une déclaration stipulant que Batman est désormais considéré comme un criminel, recherché pour ses activités de justicier.
Dans le même temps, motivé par le retour de Batman, le Joker se réveille de son état catatonique à l'asile d'Arkham. Avec un objectif meurtrier renouvelé, il manipule ses gardiens pour lui permettre de participer à un talk-show télévisé où il assassine tout le monde avec du gaz hilarant, avant de s'échapper. Avec l'aide de Selina Kyle, Batman et Robin retrouvent le Joker dans une foire du comté où celui-ci projette de tuer le public, Batman évitant dans le même temps une poursuite policière menée par le capitaine Yindel. Au terme de  l'affrontement avec le Joker, celui-ci se suicide devant Batman, se brisant lui-même la nuque pour faire porter le chapeau de sa mort à son ennemi juré. Après une autre confrontation avec la police de Gotham, Batman s'échappe avec l'aide de Robin ; une chasse à l'homme commence dans toute la ville pour le retrouver.
Pendant ce temps, les Soviétiques, obligés d'abandonner l'île de Corto Maltese, lancent en représailles un missile balistique sur celle-ci. Superman parvient à le dévier vers un désert ; mais la charge atomique du missile explose, plongeant les États-Unis dans un hiver nucléaire, les appareils électroniques étant rendus hors-service par l'impulsion électromagnétique causée par l'explosion. Superman, touché de plein fouet, manque de peu de mourir. À Gotham, Bruce Wayne réalise ce qui vient d'arriver et ressent de l'amertume envers Clark Kent (Superman), qui n'a pas été capable d'empêcher un tel résultat (d'autant que Superman savait parfaitement que les deux blocs développaient des missiles de cette puissance — les Américains parlaient de Coldbringer, littéralement le « Porteur de froid »).
Profitant de la confusion et du chaos causé par la panne électrique résultant de l'explosion, les membres du gang des Mutants s'évadent. Batman réussit à les convaincre de faire désormais respecter la loi à Gotham sans tuer, en tant que Fils de Batman. Il les utilise contre les pillards et assure la circulation des fournitures essentielles dans la ville. Dans les États-Unis de l'hiver nucléaire, Gotham City devient la seule ville sûre.
Superman, qui a survécu de justesse à l'explosion atomique (régénérant sa force vitale en absorbant l’énergie du soleil), est chargé par le gouvernement américain de neutraliser Batman. Les autorités voient en effet comme une gêne les actions du justicier masqué à Gotham. Oliver Queen, l'ancien héros archer Green Arrow, qui a perdu son bras gauche à cause de Superman pour ne pas avoir cessé ses activités, prédit à Wayne le non-conformiste que lui et Superman, le laquais du gouvernement, auront une confrontation finale. En prévision de l'affrontement, Batman réunit tout un arsenal (notamment une armure renforcée et de l'armement), obtenant le soutien de Green Arrow armé de flèches à pointe de kryptonite pour contrer Superman.
Alors qu'il tente de discuter avec Wayne et de le raisonner, Superman est attaqué par Batman qui a revêtu une tenue renforcée. C'est lors de ce combat, qui a lieu à Crime Alley, là où Bruce Wayne est devenu Batman pour la première fois, que celui-ci parvient à décocher à Superman (normalement invulnérable) un coup de poing dévastateur au visage, profitant de sa vulnérabilité à la kryptonite et de sa faiblesse physique (après l'explosion de la bombe). Dans un de ses monologues, Batman révèle qu'il a intentionnellement épargné la vie de Superman en n'utilisant pas un mélange de kryptonite plus puissant ; l'expérience du combat et de sa mort imminente est destinée à avertir Superman de rester hors de son chemin. Mais, à la fin du duel et alors qu'il a l'avantage, Bruce Wayne est victime d'une crise cardiaque. Alfred, le majordome de Wayne, détruit la Batcave et le manoir Wayne avant de mourir lui aussi d'une crise cardiaque, exposant l'identité secrète de Batman comme étant celle du milliardaire Bruce Wayne, dont la fortune a disparu.
Cependant, au cours des funérailles de Bruce Wayne, Clark Kent perçoit le cœur de celui-ci dans son cercueil, qui se remet à battre. Il fait un clin d'œil à Carrie Kelley, indiquant par là qu'il a compris : il accepte de faire croire à la mort de Bruce Wayne, permettant ainsi à Batman de continuer ses activités secrètement.
Caché dans les cavernes au-delà de la Batcave avec Carrie et ses suivants, Bruce Wayne décide d’entraîner les Fils de Batman aux techniques de combat et à la survie, dans le but de l'aider à poursuivre sa croisade contre le crime.

## Personnages
- Batman / Bruce Wayne : le milliardaire Bruce Wayne, 55 ans, a pris sa retraite de Batman dix ans plus tôt. Quand il voit la violence se banaliser, non seulement à Gotham City mais aussi dans le monde, il ressent le besoin de reprendre la cape du justicier Batman et sort de sa dépression.
- Robin / Carrie Kelley : une jeune fille âgée de 13 ans dont les parents sont toujours absents et qui devient le nouveau Robin, le partenaire de Batman. Après qu'elle a sauvé la vie du « Chevalier noir », le Batman vieillissant lui fait confiance, contre les souhaits d'Alfred.
- Alfred Pennyworth : le majordome de confiance des Wayne ; il est maintenant octogénaire.
- James Gordon : le commissaire du Gotham City Police Department. Maintenant âgé de 70 ans, il est proche de la retraite. Il connaît l'identité secrète de Batman.
- Double-Face / Harvey Dent : maintenant dans la cinquantaine et ayant passé douze années à l'Asile d'Arkham, Harvey Dent a été soigné par le Docteur Wolper pendant trois ans et a subi une chirurgie plastique pour réparer son visage. Son médecin lui donne l'autorisation de sortir, le considérant comme guéri, mais il est toujours Double-Face dans son esprit. Il recommence alors à terroriser la ville, avec son visage entièrement recouvert de bandages.
- Le Joker : la Némésis de Batman, maintenant âgé de 50 ans, se réveille de son état catatonique en apprenant le retour de Batman. Il s'évade et prévoit une série de crimes pour attirer son ennemi juré, mettant en route des événements qui mèneront à leur confrontation finale.
- Green Arrow / Oliver Queen : après que les super-héros ont été déclarés hors-la-loi, Oliver Queen, maintenant à la fin de la cinquantaine, entreprend une rébellion clandestine contre l'oppression gouvernementale. Il a perdu son bras gauche lors d'un affrontement contre Superman. Malgré son infirmité, il reste un tireur d'élite à l'arc.
- Superman / Clark Kent : Clark Kent travaille maintenant comme agent du gouvernement américain, son identité secrète d'ancien journaliste du Daily Planet étant connue du public. Bien qu'il méprise être un outil du gouvernement, Superman croit sincèrement que c'est le seul moyen qu'il lui reste pour protéger la population. Il semble ne pas avoir changé plysiquement, ayant toujours son apparence de trentenaire, sa nature de Kryptonien ralentissant son vieillissement, ce qui est l'une des raisons pour laquelle il n'a pu continuer à cacher son identité secrète.

## Contexte et création

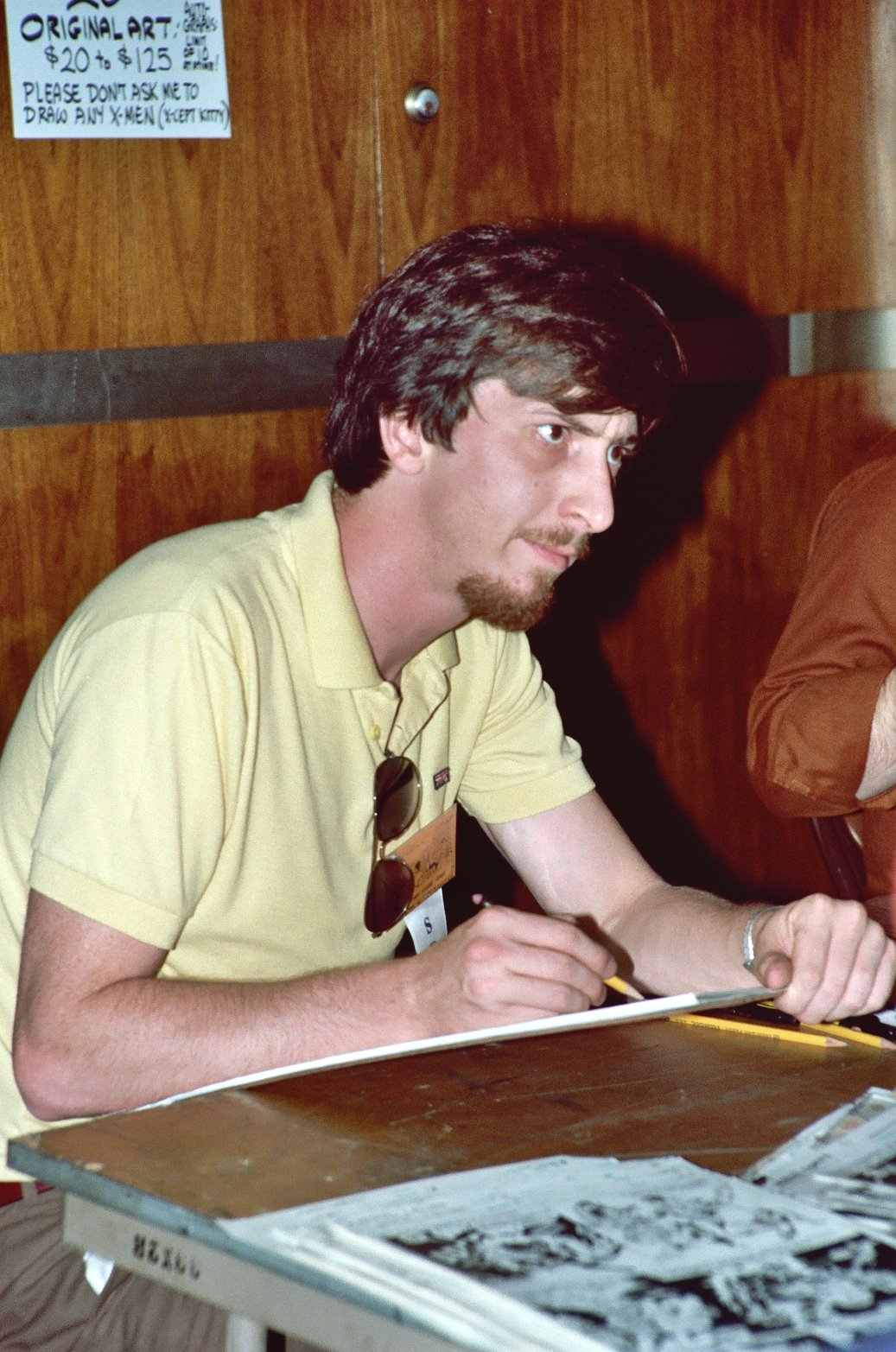
Frank Miller en 1982 à la San Diego Comic-Con International.

Dans les années 1950, quand le Comics Code Authority a été établi, le personnage de Batman s’est éloigné de ses racines sombres et sérieuses. Ce n’est pas avant les années 1970 que le personnage commence à retrouver des récits plus sombres. Cependant, Batman est encore souvent associé au thème « campy » de la série Batman des années 1960 et à sa représentation de figure paternelle pour Robin plutôt qu’au justicier tel que représenté à l’origine.
Au début des années 1980, DC Comics promeut l’éditeur du titre Batman Dick Giordano comme directeur éditorial pour la compagnie. L’écrivain et artiste Frank Miller est engagé pour créer The Dark Knight Returns. Giordano a indiqué qu’il avait travaillé avec Miller sur l’intrigue de l'histoire, précisant que « le choix qui a été finalement retenu a été sa quatrième ou cinquième ébauche. L’histoire de base était la même mais il y a eu beaucoup de détours en chemin ».
Durant la création de la mini-série, l’auteur de comics John Byrne a dit à Miller : « Robin doit être une fille » et celui-ci a accepté. Miller a indiqué que l’intrigue de la série a été inspirée par le personnage de Dirty Harry, en particulier par le film de 1983 Le Retour de l'inspecteur Harry dans lequel Dirty Harry relance sa lutte contre le crime après une longue convalescence. Giordano quitte le projet à mi-parcours, en raison de désaccords sur les délais de production. L’historien des comics Les Daniels a indiqué que l’idée de Miller d’ignorer les délais de production était « la culmination de la quête vers l’indépendance artistique ».
Les numéros de The Dark Knight Returns ont été présentés dans un packaging comprenant des pages supplémentaires, une reliure carrée et sur papier glacé, pour mettre en valeur les aquarelles de la coloriste Lynn Varley.

## Analyse de l'ouvrage
Dans cette série, Frank Miller adopte un ton délibérément noir afin de retranscrire la personnalité très complexe de Bruce Wayne/Batman. Ce dernier apparaît comme un homme affaibli, en proie au doute et finalement un peu égoïste (il mène son combat pour lui tout d'abord et non pour améliorer le sort de la population ; il s'agit davantage de revanche personnelle que de justice). De plus, l'histoire est constamment entrecoupée d'images d'écrans de télévision relatant le phénomène d'attraction/répulsion que ce personnage provoque dans l'opinion publique (journaux télévisés, débats, intervention de spécialistes…).
Cette série voit naître un nouveau Robin en la personne de Carrie Kelley, jeune étudiante de Gotham. De célèbres adversaires de l'homme chauve-souris font également leur retour, tels le Joker ou encore Harvey Dent, alias Double-Face tandis que certains héros, comme Green Arrow ou Superman, doivent choisir leur camp.
Cet ouvrage est généralement plébiscité par les amateurs comme proposant l'une des meilleures histoires traitant du personnage, mais c'est également l'un des plus sombres et pessimistes, contrastant avec l'ambiance héroïque de certains autres scénarios. La série donnera naissance à toute une série de comics plus sombres et violents, formant un courant baptisé « Âge moderne des comics » (ou « Dark Age of Comic Books »).

## Accueil
En dépit du prix du format en un seul numéro relié des quatre tomes originaux, The Dark Knight Returns se vend bien. Proposant le numéro au prix de 2,95 $, DC Comics promouvait The Dark Knight Returns comme une « histoire d’action provoquant la réflexion ». Le magazine Time a déclaré que la description de la série « d’un Batman semi-retraité qui n’était pas sûr de ses capacités pour combattre le crime » était un exemple de tentative de faire appel aux « lecteurs sceptiques d’aujourd’hui ». Plus d’un million de comics imprimés ont été publiés.
Rétrospectivement, la série est aujourd'hui largement considérée comme l'un des plus grands ouvrages du domaine de la bande dessinée américaine et « l'une des plus influentes histoires de Batman jamais écrites ». Le site IGN Comics a classé The Dark Knight Returns premier de sa liste des 25 meilleurs romans graphiques de Batman et a cité The Dark Knight Returns comme « un véritable chef-d'œuvre de la narration » avec « un enchaînement de scènes inoubliables ». En 2005, Time choisit l’édition reliée comme l’un des 10 meilleurs romans graphiques de langue anglaise jamais écrit. Le libraire Forbidden Planet (en) a placé l’édition reliée à la première place de sa liste des « 50 Meilleurs Romans Graphiques ». L’écrivain Matthew K. Manning, dans son chapitre « 1980s » de son livre DC Comics Year By Year A Visual Chronicle (2010) a classé la série comme « sans doute la meilleure histoire de Batman de tous les temps ». L'histoire a été classée seconde lors d’un sondage effectué parmi des universitaires spécialisés dans les comic book par le Sequart Organization (en).
Grâce à cette mini-série et au roman graphique Batman: The Killing Joke, le personnage de Batman retrouve le devant de la scène et amène un plus grand nombre de lecteurs pour le comic book Batman, qui passe de 75 000 exemplaires vendus à 193 000.
La série a aussi reçue des critiques négatives. En avril 2010, Nicolas Slayton de Comics Bulletin a classé The Dark Knight Returns second dans son Top 10 des « Meilleurs comic books surestimés » derrière Watchmen, indiquant : « il n’y a aucune intrigue centrale au comic, laissant seulement la scène d’un combat forcé entre Superman et Batman comme point culminant hors de propos à l'histoire » ; « Finis les traits qui définissent Batman », citant aussi « la mauvaise utilisation du personnage central ». Le journal The New York Times a donné à l’édition reliée de 1987 une critique négative.

## Suites et séries dérivées
Une suite en trois numéros, The Dark Knight Strikes Again, écrite et illustrée par Frank Miller, a été publiée en 2001.
Une troisième série en neuf numéros, The Dark Knight III: The Master Race (en), co-écrite par Miller et Brian Azzarello, a été publiée bi-mensuellement à la fin de 2015.
Deux one-shots au format Prestige viennent s'ajouter aux différentes mini-séries. Le premier, Dark Knight Returns: The Last Crusade, co-écrit par Miller et Azzarello, sert de préquelle à la série originale et décrit les derniers instants de Jason Todd. Il est sorti le 15 juin 2016.
En 2019, Frank Miller propose un nouveau one-shot, intitulé Dark Knight Returns: The Golden Child. Le récit se déroule trois ans après The Dark Knight III: The Master Race.
Selon Miller, la série All-Star Batman and Robin, the Boy Wonder peut être considerée comme une préquelle.
La mini-serie en trois numéros, Superman: Year One, écrite par Frank Miller et dessinée par John Romita Jr. en 2019, se déroule dans le même univers que la série Dark Knight Returns.

## Publications

### Éditions américaines
La mini-série est sortie sous forme de quatre tomes en 1986 :
1. The Dark Knight Returns
2. The Dark Knight Triumphant
3. Hunt The Dark Knight
4. The Dark Knight Falls

### Éditions françaises
La série a été éditée à plusieurs reprises :
The Dark Knight Returns - éditions Aedena
1. 1987 : Le Retour et le Triomphe
2. 1987 : La Battue et la Chute

Première édition en deux volumes.
The Dark Knight Returns - édition Zenda
1. 1989 : Dark Knight 1. Résurrection (traduction de Doug Headline)
2. 1989 : Dark Knight 2. Triomphe (traduction de Doug Headline)
3. 1989 : Dark Knight 3. La traque (traduction de Doug Headline)
4. 1989 : Dark Knight 4. La chute (traduction de Doug Headline)

Deuxième édition en quatre volumes.
The Dark Knight Returns - édition Delcourt
- 1999 : Dark Knight (Collection Contrebande)

Troisième édition en un volume.
The Dark Knight Returns - édition Panini
- 2009 : Dark Knight (Collection DC Deluxe)

Quatrième édition en un volume, avec également The Dark Knight Strikes Again.
The Dark Knight Returns - édition Urban Comics
- 2012 : dans la Collection DC Essentiels : avec le DVD du film d'animation
- 2013 : dans la Collection DC Essentiels : réédition sans le DVD
- 2014 : dans la Collection DC Essentiels : édition noir et blanc pour les 75 ans du Dark Knight
- 2016 : dans la Collection Urban Premium

The Dark Knight Returns - édition Eaglemoss
- 2015 : dans la Collection : DC Comics - Le Meilleur des Super-Héros

## Dans les autres médias

### Cinéma
Des passages des films de Christopher Nolan, Batman : The Dark Knight et The Dark Knight Rises sont inspirés par l’œuvre de Frank Miller et Alan Moore. Dans The Dark Knight Rises, Batman est affaibli, boiteux, vieux et battu par son ennemi Bane.
Zack Snyder, pour son film Batman v Superman : L'Aube de la justice, s'est inspiré de l’œuvre de Frank Miller pour son Batman, sur le plan du caractère (un Batman désabusé, plus violent) et en reprenant certains éléments matériels (conflit entre Batman et Superman, armure de Batman, certains plans sont directement inspirés de cases de The Dark Knight Returns),.

### Film d'animation
Un film d'animation en deux parties, réalisé par Jay Oliva (2012 pour la première et 2013 pour la seconde) reprend toute l'histoire.